# Cuerpo de Gendarmes de las Colonias

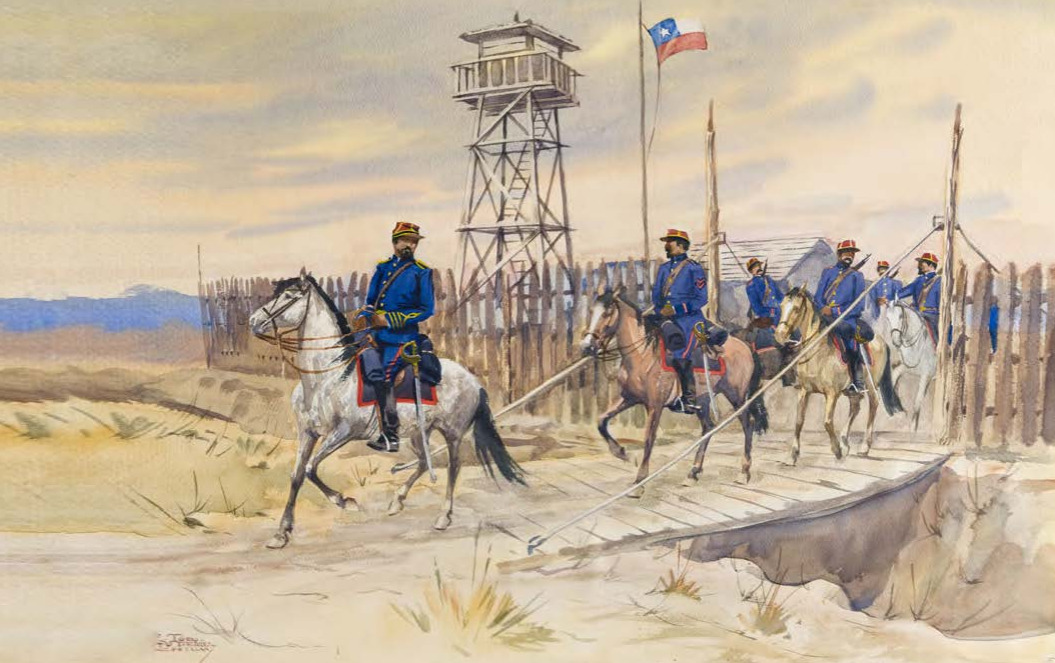
Capitán Trizano saliendo del Fuerte Tucapel, acuarela de Ramón Toro Gutiérrez en el Museo Histórico Carabineros de Chile.

El Cuerpo de Gendarmes de las Colonias, fueron una organización de batallones del ejército de Chile que actuaba a manera de policía rural a fines del siglo XIX  y principios del siglo XX. Su principal misión fue represión del bandidaje en las zonas de colonización reciente en el sur del país, especialmente en la provincias de la Araucanía.
Fundados en 1896, fueron dirigidos por el Capitán de Ejército Hernán Trizano Avezzana. Las provincias vigiladas por los gendarmes eran Arauco, Malleco, Cautín, Valdivia, Llanquihue y Chiloé. Operó como tal hasta 1907, cuando sus funcionarios fueron fusionados al Regimiento de Carabineros. Este modelo sería el primer antecedente de los actuales Carabineros de Chile.